# Arquidiócesis de Durban
La arquidiócesis de Durban (en latín: Archidioecesis Durbaniana y en inglés: Roman Catholic Archdiocese of Durban) es una circunscripción eclesiástica latina de la Iglesia católica en Sudáfrica, sede metropolitana de la provincia eclesiástica de Durban. La arquidiócesis tiene al arzobispo Mandla Siegfried Jwara, C.M.M. como su ordinario desde el 9 de junio de 2021. 

## Territorio y organización
La arquidiócesis tiene 20 300 km² y extiende su jurisdicción sobre los fieles católicos de rito latino residentes en los siguientes distritos de la provincia de KwaZulu-Natal: Durban, Estcourt, Inanda, Kranskop, Lions River, Lower Tugela, Maphumulo, Umvoti, Weenen, Bergville, parte de Msinga y la parte del distrito de Camperdown al norte del río Umlaas (con la excepción de las haciendas de Mariannhill, Klaarwater, Dassenhoek, Welbedag y parte de Stockville). 
La sede de la arquidiócesis se encuentra en la ciudad de Durban, en donde se halla la Catedral Emmanuel.
En 2019 en la arquidiócesis existían 75 parroquias.
La arquidiócesis tiene como sufragáneas a las diócesis de: Dundee, Eshowe, Kokstad, Mariannhill, Umtata y Umzimkulu.

## Historia
Hasta principios del siglo XIX, debido a la ocupación británica de Sudáfrica, las actividades católicas estaban prohibidas en el país. Con la emancipación de los católicos en el Imperio británico se inició la misión de evangelización en los territorios sudafricanos. En 1836 el primer sacerdote católico llegó a Durban, a petición de un regimiento estacionado en la ciudad, en su mayoría de irlandeses.
En 1848 el vicario del Distrito Oriental, Aidan Devereaux, elaboró un informe sobre las necesidades de su inmenso vicariato y sugirió que la Congregación de Propaganda Fide lo dividiera en dos partes. La Santa Sede, aceptando las peticiones de Devereaux, trabajó para encontrar una congregación religiosa dispuesta a comprometerse en la obra misionera de todo el centro-este de Sudáfrica. Tras la negativa de los espiritanos y los jesuitas, la propuesta fue aceptada por el fundador de los Misioneros Oblatos de María Inmaculada, Eugenio de Mazenod.
El papa Pío IX erigió el vicariato apostólico de Natal el 15 de noviembre de 1850 con el breve Pro apostolici muneris, obteniendo el territorio del vicariato apostólico del Cabo de Buena Esperanza, Distrito Oriental (hoy diócesis de Port Elizabeth). El 16 de marzo de 1852 llegó a Durban el primer grupo de misioneros oblatos, compuesto por una decena de religiosos, con el primer vicario apostólico, Marie-Jean-François Allard.
Para el progreso de la obra de evangelización, el vicariato apostólico cedió repetidamente porciones de su territorio para la erección de nuevas circunscripciones eclesiásticas:
- la misión sui iuris del Zambeze (hoy arquidiócesis de Harare) el 2 de julio de 1879;
- la prefectura apostólica de Transvaal (hoy arquidiócesis de Johannesburgo) y el vicariato apostólico del Estado Libre de Orange (hoy diócesis de Kimberley) el 4 de junio de 1886, ambos mediante el breve Quae aeternae del papa León XIII;[4]
- la prefectura apostólica de Zululandia (hoy diócesis de Eshowe) el 27 de agosto de 1921, a la que cedió otras porciones de territorio el 11 de diciembre de 1923 mediante la bula Quae catholico nomini del papa Pío XI;[5]
- el vicariato apostólico de Mariannhill (hoy diócesis de Mariannhill) el 10 de septiembre de 1921 mediante el breve Ex hac Principis Apostolorum del papa Benedicto XV;[6]
- la prefectura apostólica de Suazilandia (hoy diócesis de Manzini) el 19 de abril de 1923 mediante el breve Quae catholico del papa Pío XI.[7]

El 11 de enero de 1951, con motivo del establecimiento de la jerarquía católica en Sudáfrica, el vicariato apostólico fue elevado al rango de arquidiócesis metropolitana con la bula Suprema Nobis del papa Pío XII.
El 23 de junio de 1958 cedió la parte norte de su territorio para la erección de la prefectura apostólica de Volksrust (hoy diócesis de Dundee) con la bula In similitudinem del papa Pío XII.

## Estadísticas
De acuerdo al Anuario Pontificio 2020 la arquidiócesis tenía a fines de 2019 un total de 148 700 fieles bautizados.
| Año                                                                             | Población            | Población | Población      | Sacerdotes | Sacerdotes    | Sacerdotes    | Bautizados por sacerdote | Diáconos permanentes | Religiosos | Religiosos | Parroquias |
| Año                                                                             | Bautizados católicos | Total     | % de católicos | Total      | Clero secular | Clero regular | Bautizados por sacerdote | Diáconos permanentes | Varones    | Mujeres    | Parroquias |
| ------------------------------------------------------------------------------- | -------------------- | --------- | -------------- | ---------- | ------------- | ------------- | ------------------------ | -------------------- | ---------- | ---------- | ---------- |
| 1949                                                                            | 74 424               | 1 301 719 | 5.7            | 88         | 4             | 84            | 845                      |                      | 110        | 489        | 48         |
| 1969                                                                            | 133 884              | ?         | ?              | 147        | 18            | 129           | 910                      |                      | 157        | 612        | 60         |
| 1980                                                                            | 170 324              | 1 875 229 | 9.1            | 106        | 19            | 87            | 1606                     | 1                    | 131        | 617        | 73         |
| 1990                                                                            | 215 000              | 2 803 000 | 7.7            | 116        | 24            | 92            | 1853                     | 13                   | 114        | 310        | 76         |
| 1999                                                                            | 225 271              | 3 070 000 | 7.3            | 125        | 25            | 100           | 1802                     | 23                   | 244        | 310        | 74         |
| 2000                                                                            | 234 671              | 3 084 000 | 7.6            | 38         | 26            | 12            | 6175                     | 27                   | 167        | 295        | 74         |
| 2001                                                                            | 217 726              | 3 000     | 7.3            | 137        | 27            | 110           | 1589                     | 31                   | 325        | 278        | 73         |
| 2002                                                                            | 217 468              | 3 000     | 7.2            | 137        | 26            | 111           | 1587                     | 30                   | 333        | 235        | 74         |
| 2003                                                                            | 209 104              | 3 000     | 7.0            | 133        | 25            | 108           | 1572                     | 30                   | 338        | 283        | 74         |
| 2004                                                                            | 205 387              | 3 000     | 6.8            | 134        | 27            | 107           | 1532                     | 30                   | 341        | 256        | 75         |
| 2006                                                                            | 211 000              | 3 020 000 | 7.0            | 142        | 32            | 110           | 1485                     | 30                   | 345        | 343        | 74         |
| 2013                                                                            | 166 835              | 3 669 000 | 4.5            | 135        | 48            | 87            | 1235                     | 36                   | 295        | 241        | 75         |
| 2016                                                                            | 141 539              | 3 442 360 | 4.1            | 131        | 48            | 83            | 1080                     | 43                   | 269        | 255        | 75         |
| 2019                                                                            | 148 700              | 3 615 000 | 4.1            | 139        | 51            | 88            | 1069                     | 42                   | 331        | 253        | 75         |
| Fuente: Catholic-Hierarchy, que a su vez toma los datos del Anuario Pontificio. |                      |           |                |            |               |               |                          |                      |            |            |            |

### Vida consagrada
En el territorio de la diócesis desempeñan su labor carismática religiosos y religiosas de diferentes institutos de vida consagrada y sociedades de vida apostólica. Entre las ramas masculinas se encuentran los Misioneros Oblatos de María Inmaculada, la Orden de San Agustín (agustinos), los Misioneros Combonianos del Corazón de Jesús (combonianos), los Misioneros de la Consolata (consolatos), la Orden de Predicadores (dominicos), la Orden de Frailes Menores (franciscanos observantes), los Misioneros de Mariannhill, la Sociedad de los Misioneros de África (padres blancos), la Sociedad del Apostolado Católico (palotinos), los Sacerdotes del Sagrado Corazón de Jesús (dehonianos), la Congregación del Santísimo Redentor (redentoristas), la Congregación del Espíritu Santo (espiritanos) la Sociedad de San Patricio para las Misiones Extranjeras (misioneros de San Patricio) y la Tercera Orden de San Francisco (franciscanos del TOR).
Las ramas femeninas presentes en la arquidiócesis son: las Canonesas Regulares Hospitalarias de la Misericordia de Jesús, las Hijas de la Caridad del Sagrado Corazón de Jesús, las Hijas de San Francisco de Asís, las Hijas de San Pablo, las Hermanas Dominicas de Montebello, la Congregación de Santa Catalina de Siena de Newcastle, la Congregación de Santa Catalina de Siena de Oakford, las Hermanas Franciscanas Misioneras de María, las Hermanas de la Sagrada Familia de Burdeos, las Misioneras de la Caridad (hermanas calcutas), las Hermanas de Nazareth, las Siervas del Corazón Inmaculado de María, la Comunidad de Hermanas de la Esperanza y el Instituto de la Vida Común.
Algunos de esos institutos o sociedades se originaron en la arquidiócesis, tales como las Dominicas de la Congregación de Santa Catalina de Siena de Oakford, fundadas por la religiosa sudafricana Mary Gabriel Foley en 1890, con la aprobación de Charles-Constant Jolivet, por entonces, vicario apostólico.

## Episcopologio
- Marie-Jean-François Allard, O.M.I. † (31 de enero de 1851-11 de junio de 1874 renunció)
- Charles-Constant Jolivet, O.M.I. † (15 de septiembre de 1874-15 de septiembre de 1903 falleció)
- Henri Delalle, O.M.I. † (19 de diciembre de 1903-4 de abril de 1946 renunció)
- Denis Eugene Hurley, O.M.I. † (12 de diciembre de 1946-29 de mayo de 1992 retirado)
- Wilfrid Fox Napier, O.F.M. (29 de marzo de 1992-9 de junio de 2021 retirado)
- Mandla Siegfried Jwara, C.M.M., desde el 9 de junio de 2021